# Freya Colbert
Pour les articles homonymes, voir Colbert.
Freya Colbert, née le 8 mars 2004 à Grantham, est une nageuse britannique spécialiste de la nage libre et du quatre nages.

## Carrière
Lors des championnats d'Europe juniors de natation 2019, elle remporte la médaille d'argent avec le relais 4 × 200 m nage libre. Deux semaines plus tard, elle remporte quatre médailles d'argent au festival olympique de la jeunesse européenne en nage libre sur 200 m, 400 m, 800 m et relais 4 × 100 m.
En 2022, Freya Colbert remporte à 18 ans trois médailles aux Championnats britanniques de natation, dont une médaille d'or au 400 mètres quatre nages individuel. Avec ce succès, elle participe d'abord en juin aux championnats du monde ; elle est éliminée en séries du 200 m et 400 m nage libre et de sa spécialité du 400 m 4 nages. Alors que le relais est qualifié pour la finale du 4 × 200 m, l'équipe britannique est forfait pour la finale.
Elle représente un mois plus tard l'Angleterre en juillet aux Jeux du Commonwealth. En individuel, elle ne parvient pas à se qualifier en finale du 400 m nage libre avec le 10e temps des séries et échoue au pied du podium dans la finale du 400 m 4 nages ; en relais 200 m quatre nages, elle est médaillée de bronze avec Tamryn van Selm, Abbie Wood et Freya Anderson.
Enfin, elle est alignée en août aux Championnats d'Europe de natation sur cinq épreuves : en individuel, Freya Colbert rate la finale du 200 m 4 nages pour quatre dixièmes mais décroche le bronze sur le 400 m 4 nages. Elle est plutôt éloignée des meilleures sur le 400 m nage libre, finissant à la 19e place des séries. Elle est plus chanceuse sur le relais avec une médaille d'or pour le relais mixte 4 × 200 m nage libre avec une médaille d'or qu'elle partage avec Anderson, Dean et Richards ; elle repart également avec une médaille d'argent sur le relais 4 × 200 m nage libre.

## Palmarès

### Championnats du monde

#### Grand bassin
- Championnats du monde 2024 à Doha :
  -  Médaille d'argent du relais 4 × 200 m nage libre.

### Championnats d'Europe
- Championnats d'Europe 2022 à Rome :
  -  Médaille d'or du 4 × 200 m nage libre mixte
  -  Médaille d'argent du 4 × 200 m nage libre
  -  Médaille de bronze du 400 m quatre nages

### Jeux du Commonwealth
- Jeux du Commonwealth de 2022 à Birmingham : 
  -  Médaille de bronze du 4 × 200 m nage libre.